# Bureau central interallié
Le bureau central interallié est un bureau de centralisation des informations obtenues par les services de renseignement militaires des Alliés durant la Première Guerre mondiale. 

## Mise en place
Au cours de l'année 1915, les belligérants mettent en place les bureaux administratifs, garants de la gestion d'une guerre longue. 

### Contexte
Ainsi, au cours du premier semestre 1915, les Alliés multiplient les réunions entre spécialistes du renseignement, afin de faciliter la collecte et le partage de renseignements de nature économique. Ainsi, le 10 septembre 1915, se tient sous la présidence d'Alexandre Millerand, alors ministre de la guerre, une réunion visant à permettre une rationalisation des activités des diverses agences de renseignement alliées.

### Création
Le bureau est officiellement créé, une fois approuvé le 2 décembre 1915 par Joseph Galliéni, ministre de la guerre à partir du 29 octobre 1915.

## Activités

### coups d'éclat
Dès sa mise en place, le bureau central participe au démantèlement des réseaux d'espionnage des puissances centrales aussi bien dans les pays alliés que dans les pays neutres : ainsi, les renseignements obtenus lors du vol de documents secrets dans les locaux diplomatiques des puissances centrales aux États-Unis en 1916, publiés dans la presse britannique, contribuent à tendre les relations entre le Reich et ses alliés, d'une part, et les États-Unis de l'autre,.